# Vízre bocsátás

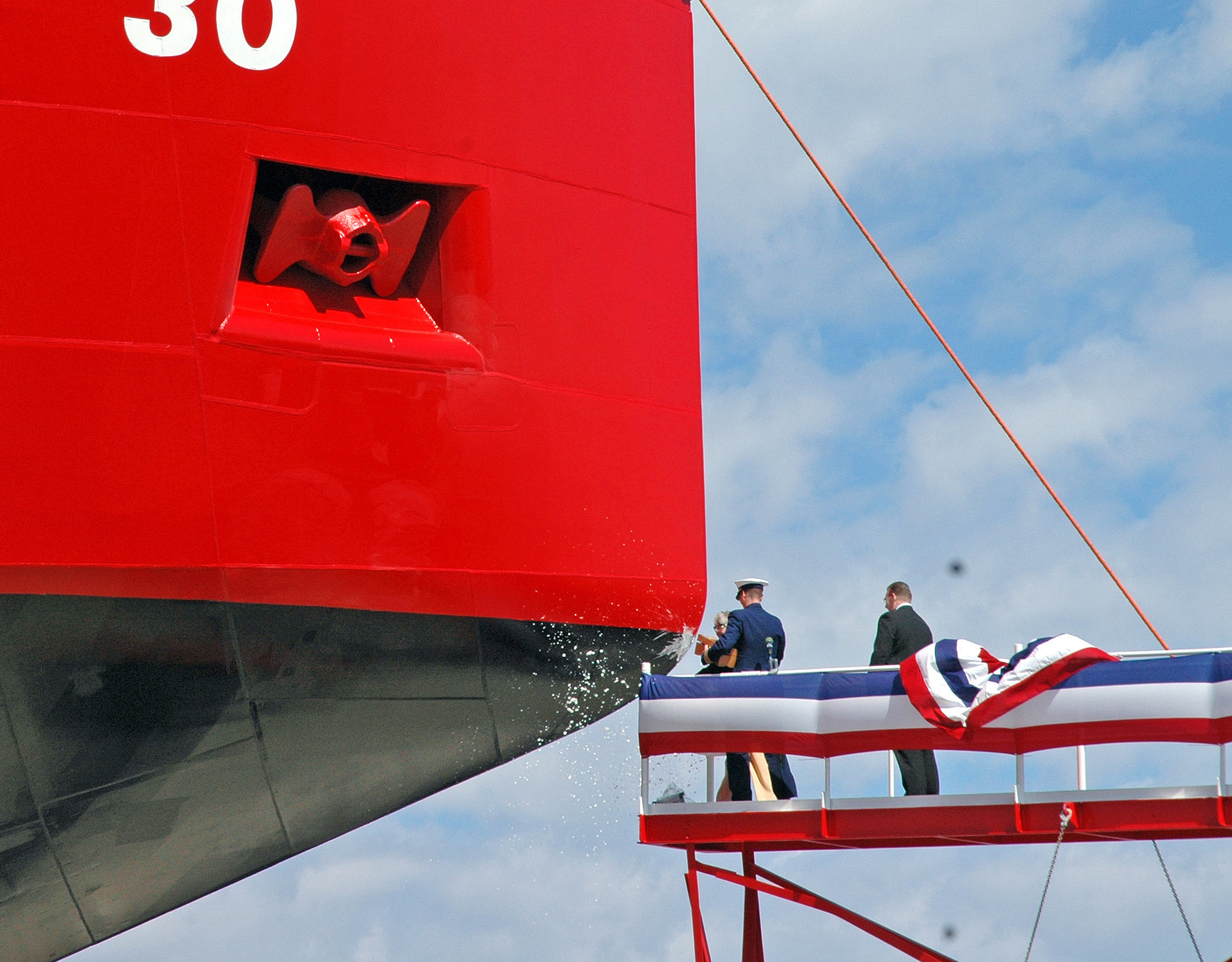
Az USCGC Mackinaw (WLBB-30) hajó keresztelése

Hajók, csónakok vagy más úszó egységek vízre bocsátása az a művelet, melynek folyamán a hajó vagy csónak a hajógyárból, a hajójavító műhelyből, vagy a szárazföldi szállítás után úszó állapotba jut. 
A vízre bocsátás többféle módszerrel történhet:
- sólyáról oldalirányba
- sólyáról hosszirányba (általában tattal)
- kisebb vitorláshajót, csónakot kötélre kötött kocsiról rámpán vízreengednek
- kisebb vitorlás, motorcsónak vízre bocsátása daru segítségével
- vízre bocsátás szárazdokk elárasztásával
- vízre bocsátás úszódokk elárasztásával

Az új hajók vízre bocsátása ünnepi ceremóniával jár, melynek során nevet adnak a hajónak (keresztény országokban megkeresztelik a hajót).

## Egy épülő hajótest vízre bocsátásaGdańskban, az Északi Hajógyárban

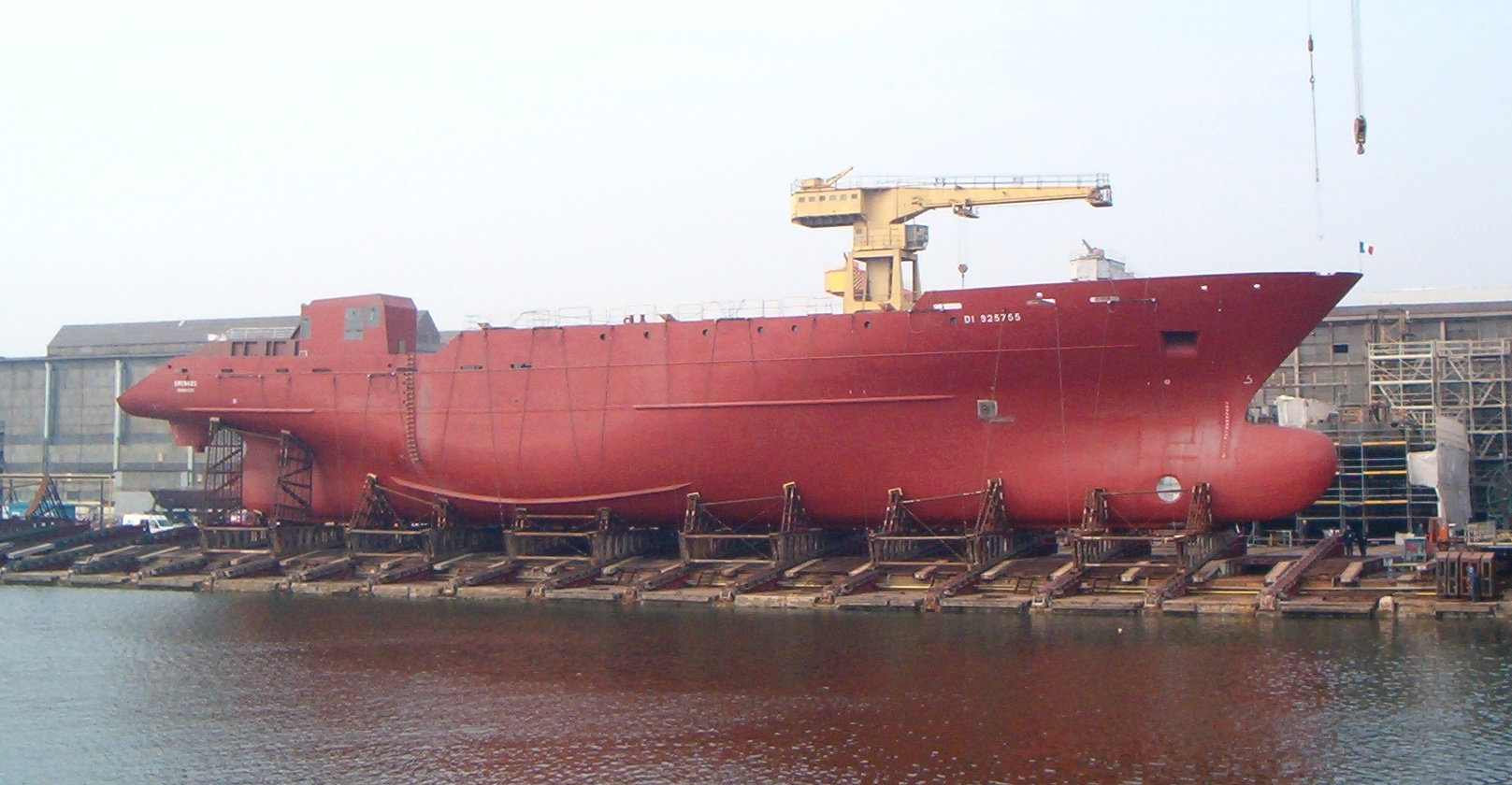
A hajó előkészítése a sólyán
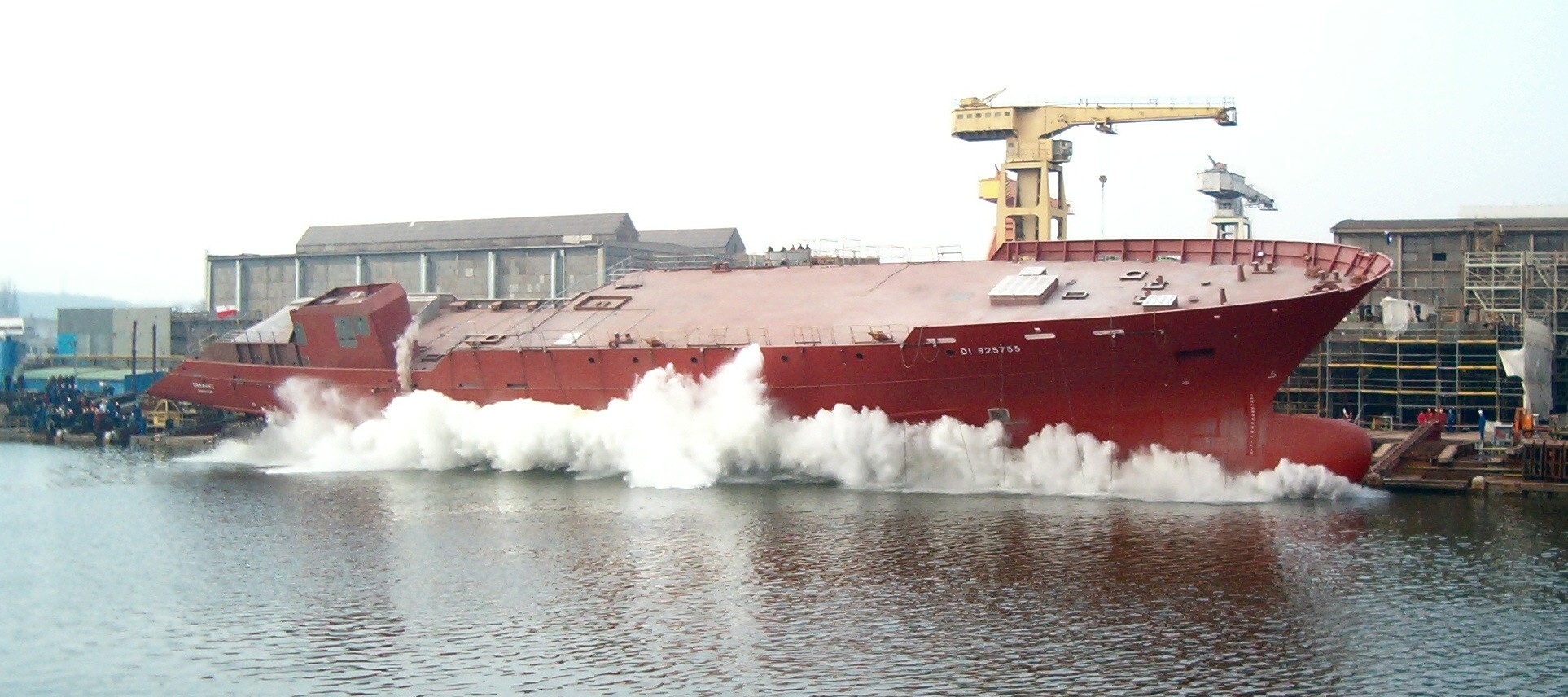
Vízre bocsátás – I.
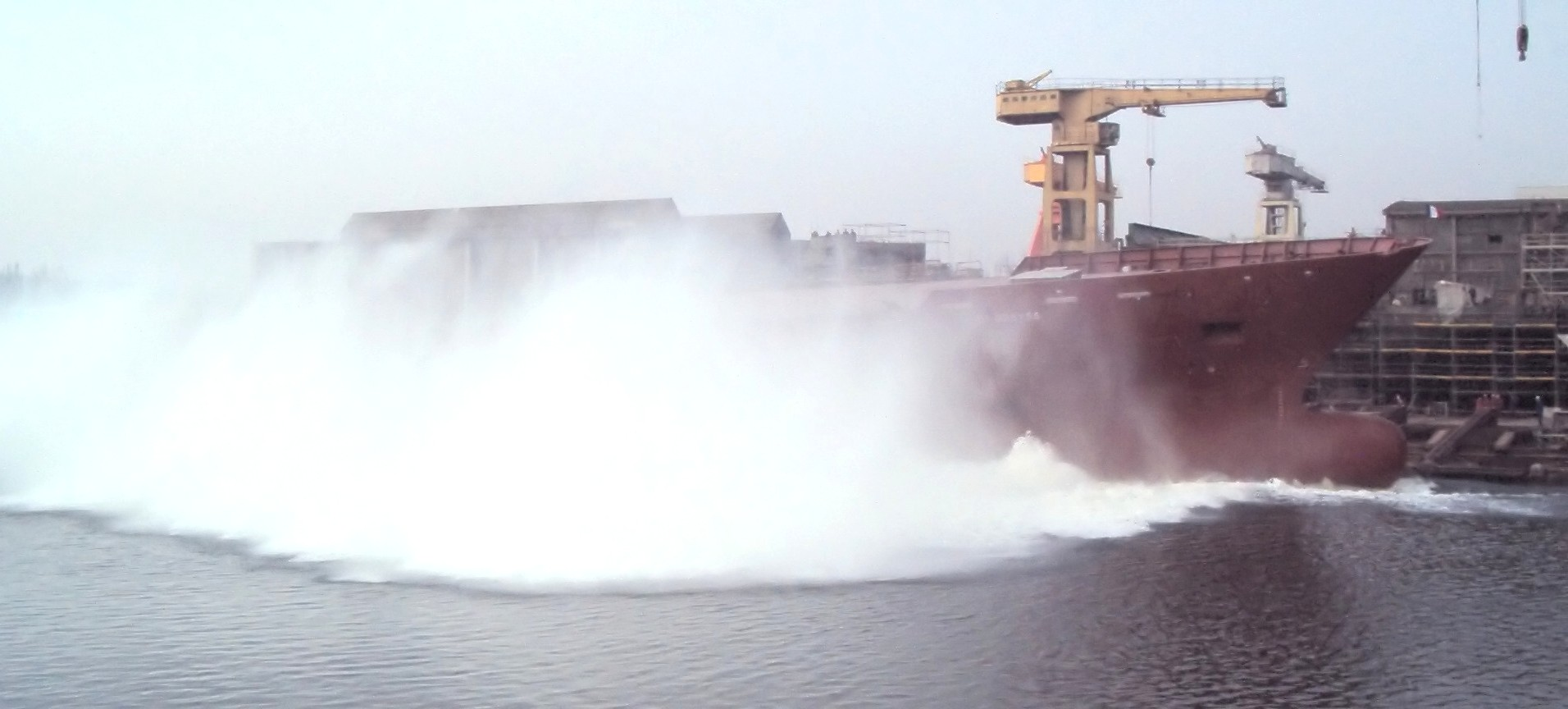
Vízre bocsátás – II.
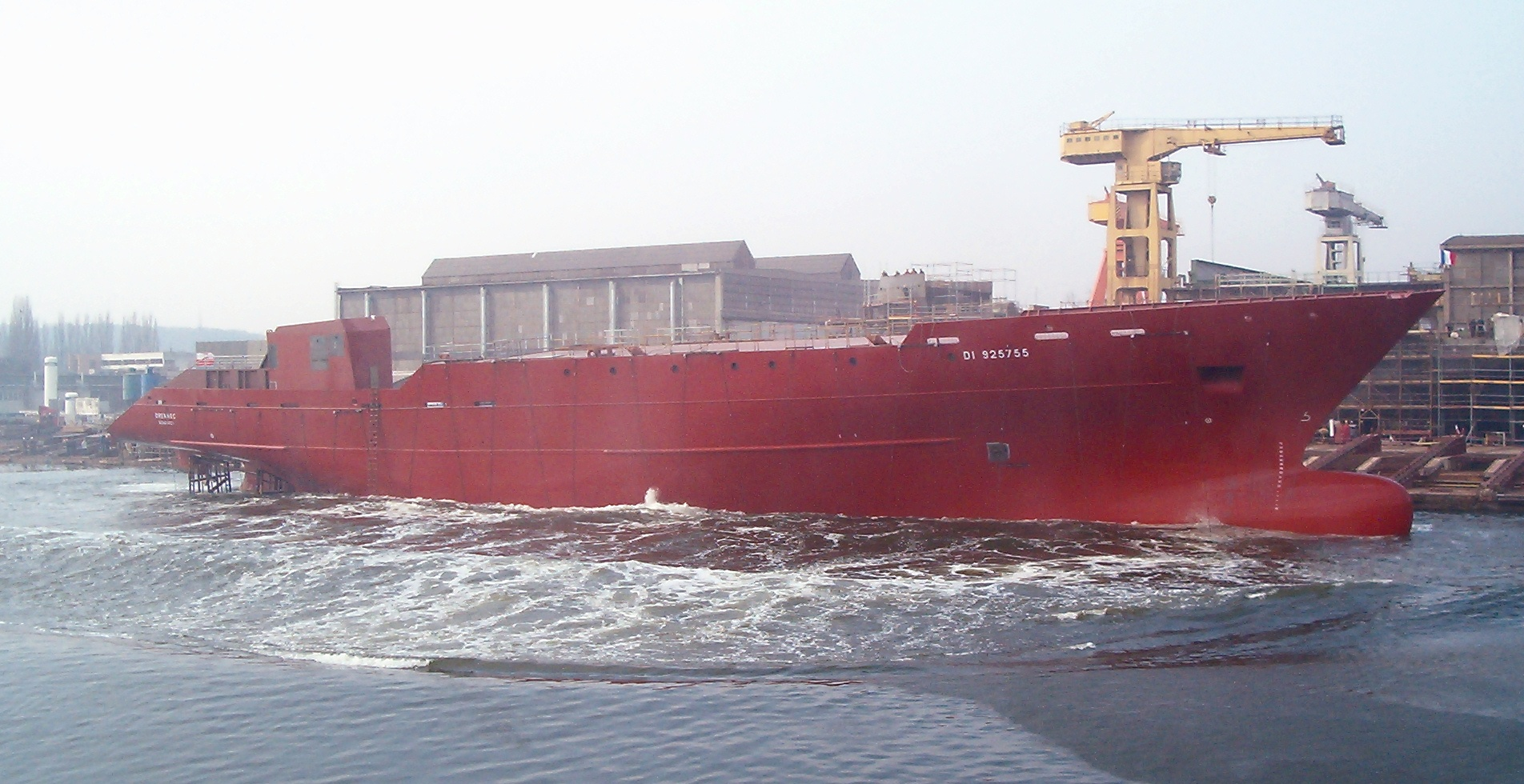
Vízre bocsátás – III.
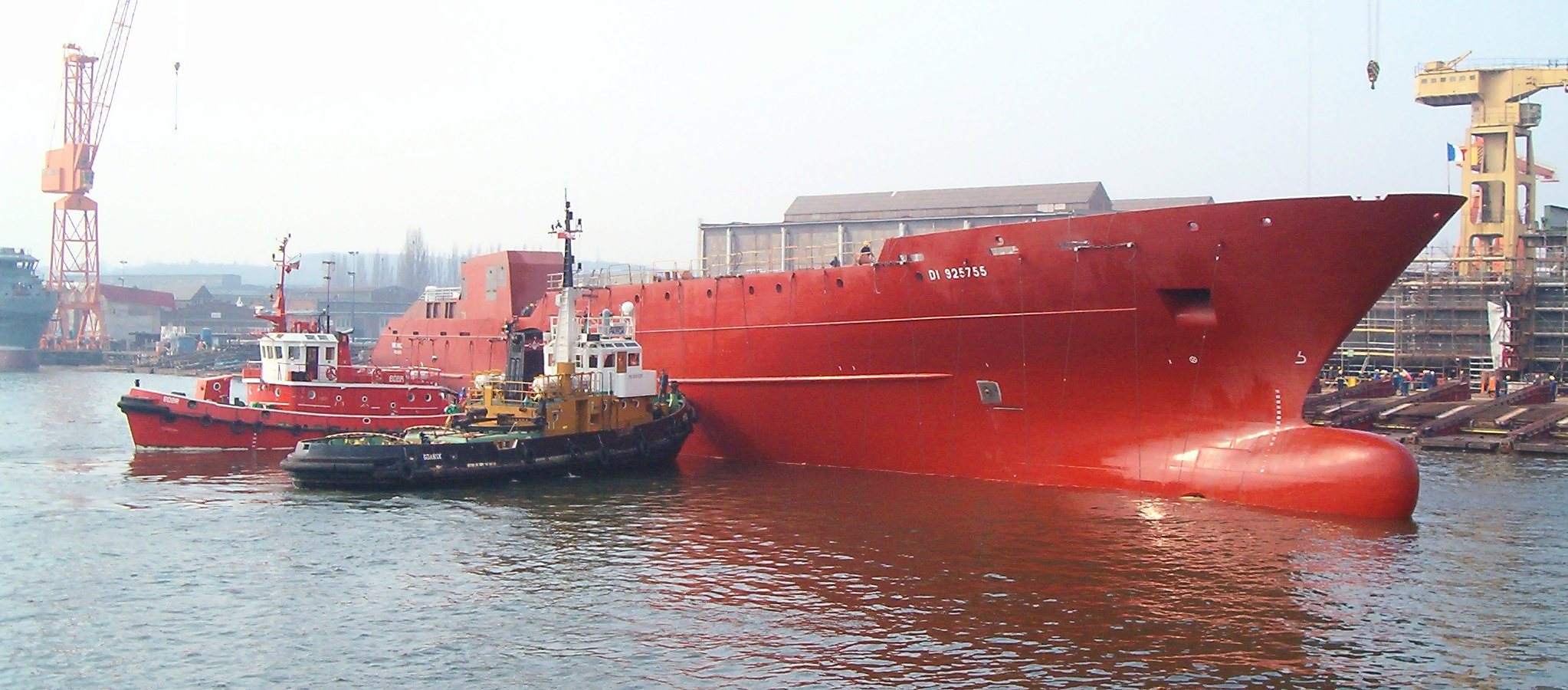
A hajótestet a parthoz tolják

## További képek

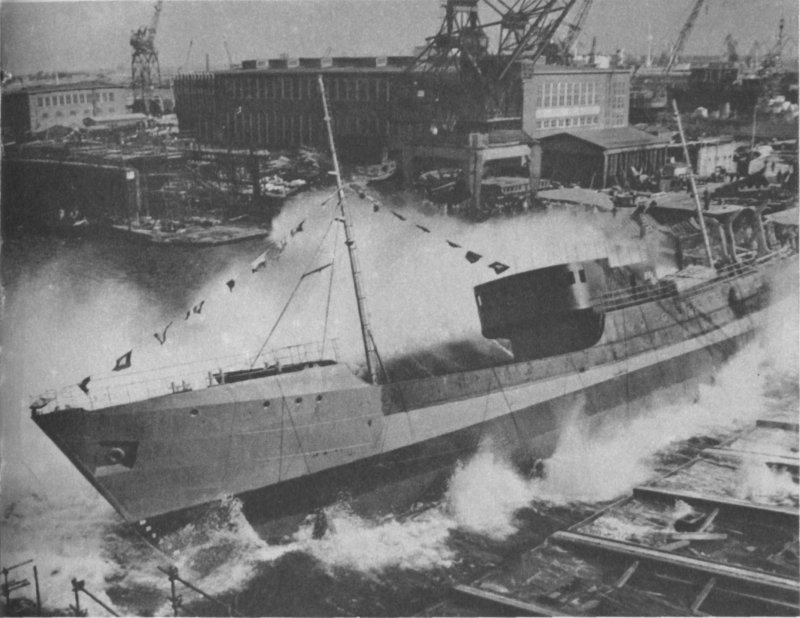
Egy B–53 típusú darabáru-szállító hajó vízre bocsátása a Párizsi Kommün hajógyárban (Gdańsk)
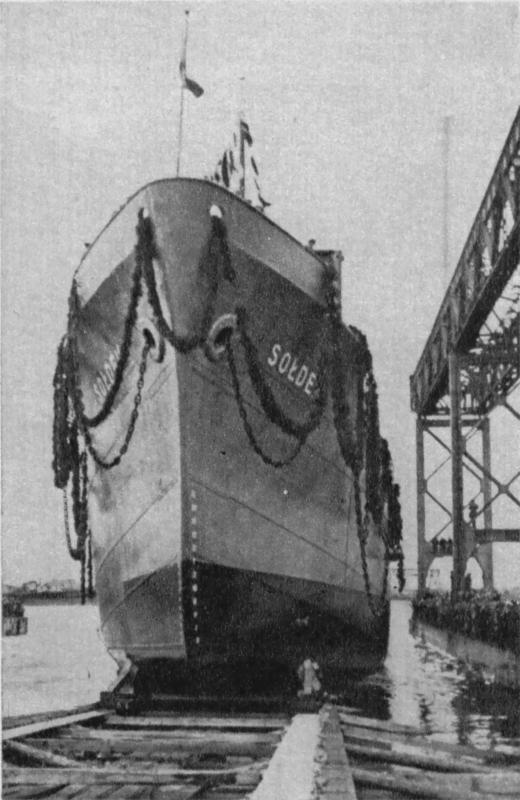
Érc- és szénszállító hajó vízre bocsátása a Gdański Hajógyárban 1948. novemberben
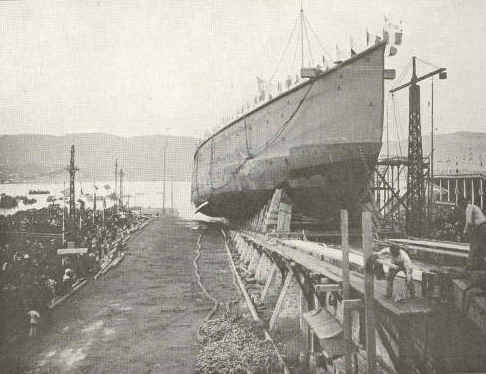
A francia Voltaire csatahajó vízre bocsátása 1911-ben